# Grömitz
Grömitz – miejscowość i gmina uzdrowiskowa w Niemczech w kraju związkowym Szlezwik-Holsztyn, w powiecie Ostholstein. Siedziba wspólnoty administracyjnej (Verwaltungsgemeinschaft), w skład której oprócz gminy wchodzą: Dahme, Grube oraz Kellenhusen (Ostsee).

## Współpraca
Miejscowości partnerskie:
- Guttau, Saksonia (kontakty utrzymuje dzielnica Guttau)
- Kühlungsborn, Meklemburgia-Pomorze Przednie
- Nienhagen, Meklemburgia-Pomorze Przednie